# Sagrantino

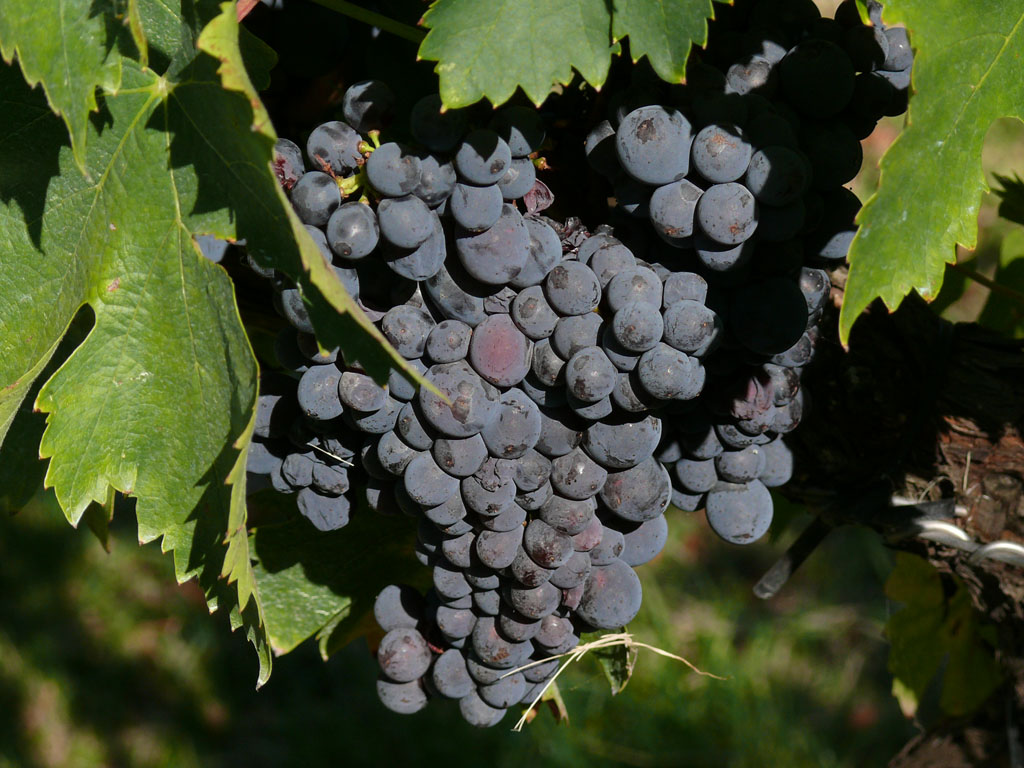
Sagrantino druif

De sagrantino is een blauwe Italiaanse druivensoort, die sinds eeuwen wordt gecultiveerd op de heuvels rond Montefalco in Umbrië.
Deze druif kent twee synoniemen: sagrantino di Montefalco en sagrantino rosso.	 	

## Geschiedenis
Sagrantino wordt beschouwd als inheems, hoewel er diverse theorieën in verband met de oorsprong zijn. Sommigen geloven dat de druif uit Spanje is geïmporteerd, anderen zeggen dat ze door de eerste franciscanen werd ingevoerd, en nog anderen beweren dat ze naar Italië door Saracenen werd meegebracht. Of sagrantino nu van de druif Itriola voortkomt, beschreven door de Latijnse historicus Plinius de Oudere, of volgens een oud volksverhaal, van een eerder onbekende druif stamt die door een monnik van een reis naar een ver land werd meegebracht, is moeilijk te achterhalen.
Een paar decennia geleden hadden alleen gespecialiseerde wijnkenners en uiteraard de mensen uit de streek van Montefalco, in het hart van Umbrië, gehoord van deze DOCG-wijn.

## Kenmerken

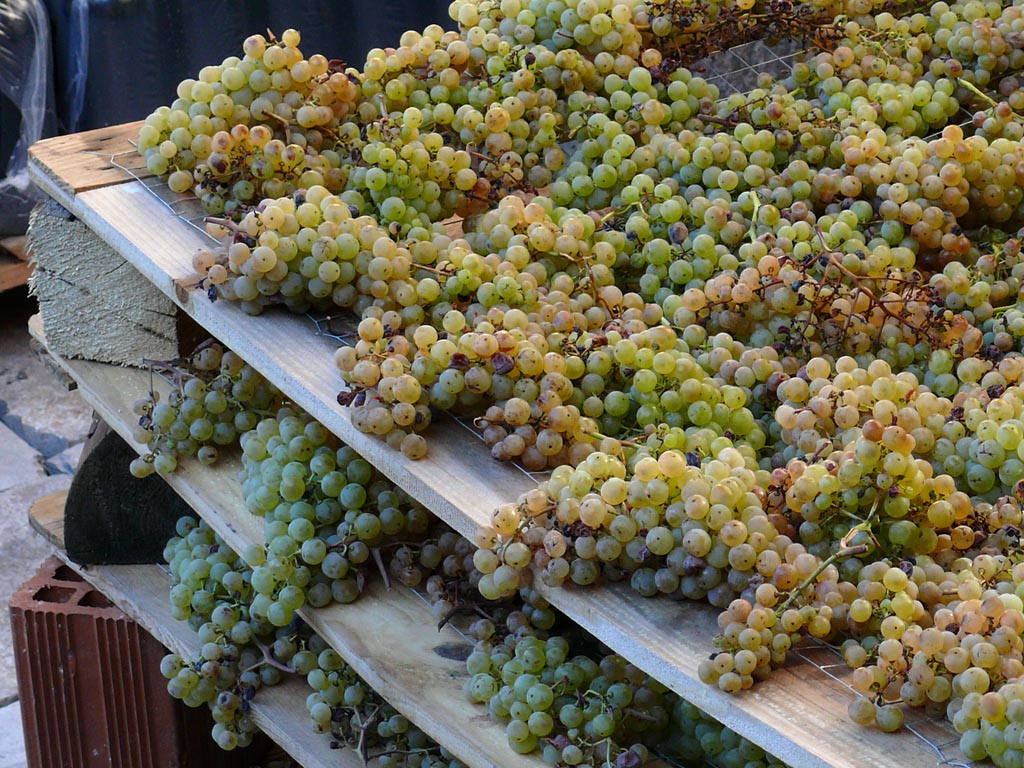
Druiven liggen te drogen om Passitowijnen te maken

De naam sagrantino (vroeger ook 'sacrantino') is vermoedelijk afgeleid van sagra (soort volksfeest of oogstfeest) en de naam voor een miswijn "vino per i Sacramenti", een zoete passito versie, die ook wordt gemaakt van 100% gedroogde sagrantinodruiven.
Passito is een Italiaanse term die gebruikt wordt voor natuurlijk zoete wijnen die gevinifieerd worden op basis van ingedroogde druiven. Rond half oktober worden de trossen van de wijnstok gehaald en te drogen gelegd op rieten matten. Het overtollige vocht verdwijnt dus waardoor de overgebleven druiven zo'n hoog suikergehalte hebben dat de gistcellen de suiker niet geheel kunnen omzetten in alcohol.
Momenteel maken de meeste producenten ook nog steeds de zoete variant van de sagrantino, hoewel de droge versie Sagrantino di Montefalco D.O.C.G. steeds meer aan populariteit wint en veruit de grootste hoeveelheid van de appellatie uitmaakt. 
Wettelijk is er een maximum rendement van 80 hectoliter per ha toegestaan, maar de meeste wijnbouwers beperken zich tot 50 hl per ha. Ook de dichtheid van de aanplanting van de wijnstokken werd verhoogd van ongeveer 2.900 tot ongeveer 5.200 stokken per hectare en de hoogte van de stokken werd teruggebracht van 1,10 tot 0,60 meter. Zo krijgen de sagrantinodruiven en bijgevolg de wijnen heel wat meer materie en ligt het polyfenolgehalte een stuk hoger dan bij andere blauwe druivenrassen. Het alcoholpercentage in de fles is voor de secco minstens 13%vol. en voor de passito 14,5%vol., terwijl de totale zuurgraad minimum 5 op 1000 bedraagt.
De productie van sagrantino bedraagt nu ongeveer 490.000 flessen voor de 'secco' en ongeveer 64.000 flessen 'passito'.
De stevige schil is resistent tegen rot en laat gemakkelijk passerillage toe voor het maken van de sagrantino passito met minimum 30 gram restsuiker. Voor passito moeten de druiven ten minste twee maanden gedroogd zijn. Montefalco Sagrantino "Secco" en "Passito" mogen pas na 30 maanden op de markt, waarvan minstens 12 maanden in eiken vaten voor "Secco," terwijl voor de "Passito" houtrijping niet verplicht is. De periode van rijping begint vanaf 1 december van het jaar dat de druiven werden geoogst. Daarna volgt nog een rijping op de fles.
De diepe, robijnrode tot bijna zwarte kleur is even opvallend als de helderheid van deze wijn. Een blijvende en krachtige neus herinnert aan wilde bloemen, viooltjes, rijp fruit en braambessen met een toets van zachte tabak en fijn leder. De aroma's van bosfruit, bessen en cassis en de ronde, sappige en krachtige smaak van sagrantino wordt ondersteund door zijdezachte en evenwichtige tannines: vanille en een licht gebrande toets van de lange rijping in barriques.
Sagrantino Passito wordt ook gedronken bij ongedesemde zoete gebakjes en crostate (taartjes) met braambes of rode fruitjam. Hij wordt gedronken als "meditatiewijn" of, wanneer geouderd, met scherpe pecorinokazen. Sagrantino Secco past bij geroosterd rood vlees, hert en ander wild of harde kazen. Decanteren komt de wijn meestal ten goede.

## Gebied
Montefalco en de omgeving van Montefalco (Bevagna, Gualdo Cattaneo, Castel Ritaldi en Giano dell'Umbria) genieten van een gematigd, subcontinentaal klimaat, beïnvloed door zowel de Middellandse Zee als de bergrug van de Apennijnen. Het glooiende, soms steile heuvellandschap van vooral mergel en kalk vormt een ideale bodem voor de sagrantino. De koude winters vormen geen probleem voor dit druivenras en in de droge en hete zomers worden gemakkelijk suikers opgenomen, zodat het alcoholgehalte van de sagrantinowijnen behoorlijk hoog kan zijn. Ook in Australië en Californië is deze druif aangeplant.